# A Light That Never Comes
Singles de Linkin Park
Castle of Glass
(2012) Guilty All The Same
(2014)
A Light That Never Comes est une chanson écrite et enregistrée par le groupe américain de rock alternatif Linkin Park, en collaboration avec le DJ Steve Aoki pour leur troisième album remix, Recharged. La chanson est le premier morceau sur l'album. A Light That Never Comes est sorti à la radio et mis à disposition en tant que single promotionnel sur le service de musique numérique Xbox Music le jour même de sa sortie, le 12 septembre 2013. Le CD single est à paraître le 11 octobre 2013.